# اچ‌ام‌اس کینگ‌فیشر (ال۷۰)
اچ‌ام‌اس کینگ‌فیشر (ال۷۰) (به انگلیسی: HMS Kingfisher (L70)) یک کشتی بود که طول آن ۲۳۴ فوت (۷۱ متر) بود. این کشتی در سال ۱۹۳۵ ساخته شد.